# بلال سيديبي
بلال سيديبي (31 ديسمبر 1978 بنواكشوط في موريتانيا - ) هو لاعب كرة قدم موريتاني في مركز قلب الدفاع. شارك مع منتخب موريتانيا لكرة القدم. أما مع النوادي، فقد لعب مع المستقبل الرياضي بقابس وجمعية لكصر ونادي جان دارك وVendée Poiré-sur-Vie Football ‏ ونادي فيتريه الرياضي ‏ والجمعية الرياضية والثقافية موريتل ‏ وGSI Pontivy ‏.

## وصلات خارجية
- بلال سيديبي على موقع الاتحاد الدولي (مؤرشف)  (الإنجليزية)
- بلال سيديبي على موقع قاعدة بيانات كرة القدم.إي يو (الإنجليزية)
- بلال سيديبي على موقع ناشيونال فوتبول تيمز (الإنجليزية)